# Ḿ
Ḿ – litera alfabetu łacińskiego ze znakiem diakrytycznym, występująca w sugerowanym przez Jana Kochanowskiego, a także przez Jana Januszowskiego zapisie języka średniopolskiego. Oznaczała zmiękczone m. Jako przykład zastosowania Kochanowski podawał w swoim traktacie ortograficznym wyraz „uskroḿ” (od czasownika „uskromić” – czyli uspokoić, pohamować).